# 貝爾登 (明尼蘇達州)
貝爾登（英語：Belden）是位於美國明尼蘇達州派恩縣的一個鬼鎮。

## 歷史
鐵路公司曾於貝爾登設置車廠。貝爾登的郵局於1913年設立，其後於1943年停運。

## 地理
貝爾登所處的海拔為高於海平面387米（即1270英呎），而該地所採用的時區為UTC-6，即北美中部時區（CST）。同時該地設有夏令時間，為UTC-6調快一小時，即UTC-5（CDT）。